# Holmark
Holmark (på tysk også Hollmark) er en bebyggelse i det nordlige Tyskland, beliggende syd for Lille Solt i Lusangel, Sydslesvig. Stedet er omgivet af Lille Solt Mark og Store Solt Bro i syd, Estrup (Store Solt) i øst, Freienwill (Frivilje) i nord og Julskov (Oversø) i vest. I den danske periode hørte stedet under Lille Solt Sogn (Ugle Herred) i Flensborg Amt, Hertugdømmet Slesvig.
Holmark blev første gang nævnt i 1543. Stednavnet henviser til den nærliggende Holmark Sø. Første led hol er jysk, betyder hul og betegner en lille sø eller vandhul. Den cirka 2 ha store Holmark Sø er nu en populær badesø. Søen har afløb til Kilså og dermed til den nærliggende flod Trene. Allerede 1688 blev der nævnt Holmarkgaard.